# Sinfonía n.º 2 (Schumann)

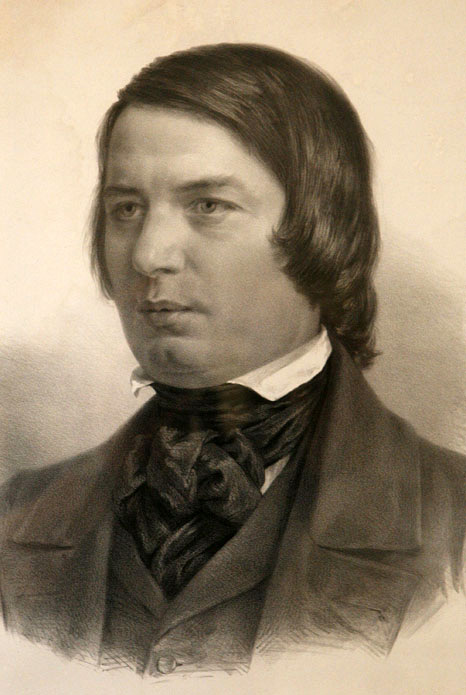
Robert Schumann en 1850.

La Sinfonía n.º 2 en do mayor, Op. 61 fue compuesta por Robert Schumann entre 1845 y 1846. La obra está dedicada a Oscar I, rey de Suecia y Noruega. Fue estrenada en la Gewandhaus de Leipzig en 1846.

## Historia

### Contexto
En otoño de 1844 Clara trasladó el hogar de los Schumann a Dresde, donde Robert se recuperó lo suficiente de un fuerte ataque de nervios como para completar para ella el Concierto para piano en la menor en julio de 1845. Poco después empezó a pensar en una nueva sinfonía, que era la tercera de sus cuatro aunque fue publicada como n.º 2. Para combatir los síntomas de la sífilis, se sumergió en Johann Sebastian Bach, del que surgieron varias composiciones contrapuntísticas para órgano, piano de pedales y clavicémbalo convencional.

### Composición
La composición de la obra comenzó el 12 de diciembre de 1845 con una repentina oleada de inspiración que le llevó a esbozar el primer movimiento de una nueva sinfonía en do mayor en tres días y el 28 de diciembre completó los esbozos preliminares. Sin embargo, su tinnitus empeoró, interfiriendo en su concentración a largo plazo hasta el 12 de febrero de 1846, cuando comenzó a orquestar el anteproyecto. Su depresión y mala salud le impidió terminar el trabajo hasta el 19 de octubre. Schumann terminó la partitura de la Sinfonía n.º 2 sólo 17 días antes de su estreno.
El tono alentador de la sinfonía es significativo teniendo en cuenta los severos problemas de salud que padeció Schumann durante el tiempo de su composición, por ende la obra puede interpretarse como una actitud vitalista análoga al denominado «triunfo beethoviano» sobre el destino/pesimismo, tal cual como Beethoven lo describió en el Testamento de Heiligenstadt.
El año 1845 fue de vital importancia para el compositor alemán ya que comenzó a hacer uso de un nuevo tipo de composición alejado totalmente del piano, tal cual como lo describe en una carta:

No fue hasta el año 1845, cuando comencé a concebir y resolver todo en mi cabeza, comenzando a desarrollar una forma de composición completamente diferente.

Este cambio en su estilo de composición puede deberse a su estudio intensivo del contrapunto en el mismo año con su esposa Clara Schumann. Por lo tanto, esta sinfonía puede verse como un producto directo de su cambio de estrategia compositiva y de su estudio de contrapunto.

### Estreno y publicación
El estreno se celebró en noviembre de 1846 en la Gewandhaus de Leipzig con la Orquesta de la Gewandhaus bajo la dirección de Felix Mendelssohn.  Inmediatamente después añadió tres trombones a las partes existentes para dobles vientos, trompas y trompetas, coro de cuerda y timbales.
La primera edición fue llevada a cabo en 1847 por la editorial F. Whistling en Leipzig. Se publicó como su segunda sinfonía, cuando en realidad era la tercera sinfonía que había completado, ya que cronológicamente había compuesto primero la Sinfonía n.º 1 en si bemol mayor «Primavera», Op. 38 en 1841 y después la versión original de la Sinfonía n.º 4 en re menor, Op. 120 (más tarde revisada y reorquestada por el compositor en 1851).

## Instrumentación
La partitura está escrita para una orquesta formada por:
- Viento madera: 2 flautas, 2 oboes, 2 clarinetes en si bemol, 2 fagotes.
- Viento metal: 2 trompas en do, 2 trompetas en do, 3 trombones (alto, tenor y bajo).
- Percusión: timbales.
- Cuerda: una sección de cuerdas con violines I y II, violas, violonchelos y contrabajos.

## Estructura y análisis
La obra consta de cuatro movimientos:
- I. Sostenuto assai – Un poco più vivace – Allegro, ma non troppo, en do mayor 6
4
- II. Scherzo. Allegro vivace, en do mayor 2
4
- III. Adagio espressivo, en do menor 2
4
- IV. Allegro molto vivace, en do mayor 2
2

La interpretación de la obra dura aproximadamente entre 35 y 40 minutos. Los cuatro movimientos están en do mayor, excepto la primera parte del movimiento lento (en do menor). El segundo y el tercer movimiento se invierten en contra de los principios de la sinfonía clásica, como por ejemplo en la Novena Sinfonía de Beethoven y en la Sinfonía de la Reforma de Mendelssohn.

### I.Sostenuto assai – Un poco più vivace – Allegro, ma non troppo
El primer movimiento, Sostenuto assai, está escrito en la tonalidad de do mayor y en compás de 6/4. Comienza con una introducción lenta seguida de una fanfarria de trompas y trompetas en contraposición a una melodía desarrollada por las cuerdas cuyos elementos se repiten a través de la pieza. Después, la obra se abre paso a una sección rápida, marcada Un poco più vivace, con pasajes virtuosísticos y rápidos tocados por los primeros violines, ya para desarrollar el tema principal marcado Allegro, ma non troppo. Schumann escribió Seis fugas sobre el nombre de BACH, Op. 60 justo antes de la sinfonía y esta fijación por Johann Sebastian Bach sugiere un preludio coral, un género bachiano por excelencia, en la textura y el sentimiento de la apertura de la sinfonía. El siguiente Allegro de sonata es dramático y turbulento. Se caracteriza por fórmulas rítmicas agudas (ritmos de doble puntillo) y por la transformación magistral del material de la introducción. 

### II.Scherzo. Allegro vivace
El segundo movimiento, Scherzo. Allegro vivace, mantiene la tonalidad principal y el compás pasa a ser un 2/4. Se trata de un Scherzo con dos tríos, cuya porción principal enfatiza fuertemente el acorde disminuido; su marca característica es una resolución rápida y lúdica de este acorde sobre una armonía inestable. El segundo trío emplea el célebre motivo BACH en el contexto de las octavas notas que recuerdan al barroco, lo que manifiesta que Bach tuvo una importante influencia en Schumann después de completar su Op. 60. 

### III.Adagio espressivo
El tercer movimiento, Adagio espressivo, está en do menor y en compás de 2/4 con el carácter de una elegía. Su sección central tiene una textura fuertemente contrapuntística. Es característico el uso del oboe recreando el tema principal.

### IV.Allegro molto vivace
El cuarto y último movimiento, Allegro molto vivace, retoma la tonalidad inicial y el compás es alla breve. Presenta una forma de Allegro de sonata, que retoma la tonalidad inicial de la sinfonía y el compás es alla breve. Parte del segundo tema derivado de las notas iniciales de la melodía del Adagio anterior. Más adelante en el compás 280 aparece un nuevo tema, que tiene como fuente de inspiración a la última canción del ciclo de Beethoven An die ferne Geliebte (presente en otras obras de Schumann como en la Fantasía en do mayor, Op. 17 y el Cuarteto de cuerdas op. 41/2) así como el motivo de la «Oda a la alegría» de Beethoven. La coda del Finale recuerda a los elementos constitutivos de la introducción que abarcan temáticamente toda la obra.

## Discografía selecta
- 1971 – Rafael Kubelík, Orquesta Filarmónica de Berlín (DG 2709 034).
- 1972 – Herbert von Karajan, Orquesta Filarmónica de Berlín (DG 2740 129).
- 1996 – George Szell, Orquesta de Cleveland (Sony Classical MH2K 62319).
- 1997 – Leonard Bernstein, Orquesta Filarmónica de Viena (DG 453 049-2).
- 1998 – John Eliot Gardiner, Orquesta de la Revolucionaria y Romántica (Archiv Produktion 457591).
- 2002 – Wolfgang Sawallisch, Orquesta Estatal Sajona de Dresde (EMI Classics 5 67768-2).
- 2004 – David Zinman, Orquesta de la Tonhalle de Zúrich (Arte Nova Classics 82876 57743 2; BMG Classics 82876 57743 2).